# Lego Звёздные войны: Скайуокер. Сага
Lego Звёздные войны: Скайуокер. Сага (англ. Lego Star Wars: The Skywalker Saga) — компьютерная игра в жанре приключенческого экшена, разработанная компанией Traveller’s Tales и изданная Warner Bros. Games. В игре адаптированы все девять фильмов «Звёздных войн» из серии фильмов «Сага Скайуокеров», также в ней присутствуют дополнения по ряду других проектов, входящие в делюкс-издание. Релиз игры состоялся 5 апреля 2022 года.

## Игровой процесс
Игра представляет собой приключенческий боевик в открытом мире с видом от третьего лица. Боевые действия были переработаны в сравнении с предыдущими играми, например, обладатели световых мечей теперь используют различные комбо с легкими, тяжелыми атаками и приемами Силы, а персонажи с бластерами имеют возможность использовать камеру расположенную через плечо (угол, характерный для многих шутеров от третьего лица).
В космосе будут случайным образом происходить столкновения с другими космическими кораблями контрабандистов, пиратов и Галактической Империи.
В третьем трейлере были показаны новые детали интерфейса, карта галактики, возможность улучшения персонажа и введения кодов. Было подтверждено, что в игре будет свыше 300 игровых персонажей, 100 транспортных средств и 23 планеты для исследования. Предполагается, что в игре будет 45 уровней, по 5 на каждый эпизод.
В Lego Star Wars: The Skywalker Saga будет присутствовать множество кодов, с помощью которых можно будет включить режимы игры, позволяющие сделать её интереснее и смешнее, в частности был представлен режим Mumble Mode, позволяющий игрокам переключить оригинальную озвучку игры на бормотание и ворчание персонажей в стиле старых игр Lego.
В игре сделан акцент на окружающий мир: максимально много побочных квестов и заданий, в ходе которых иногда придётся перелетать с планеты на планету.

## Сюжет
Игра объединяет сюжет 9 основных фильмов франшизы «Звёздные войны». Игрок может начать прохождение с любой из трёх трилогий «Саги Скайуокеров».

## Разработка

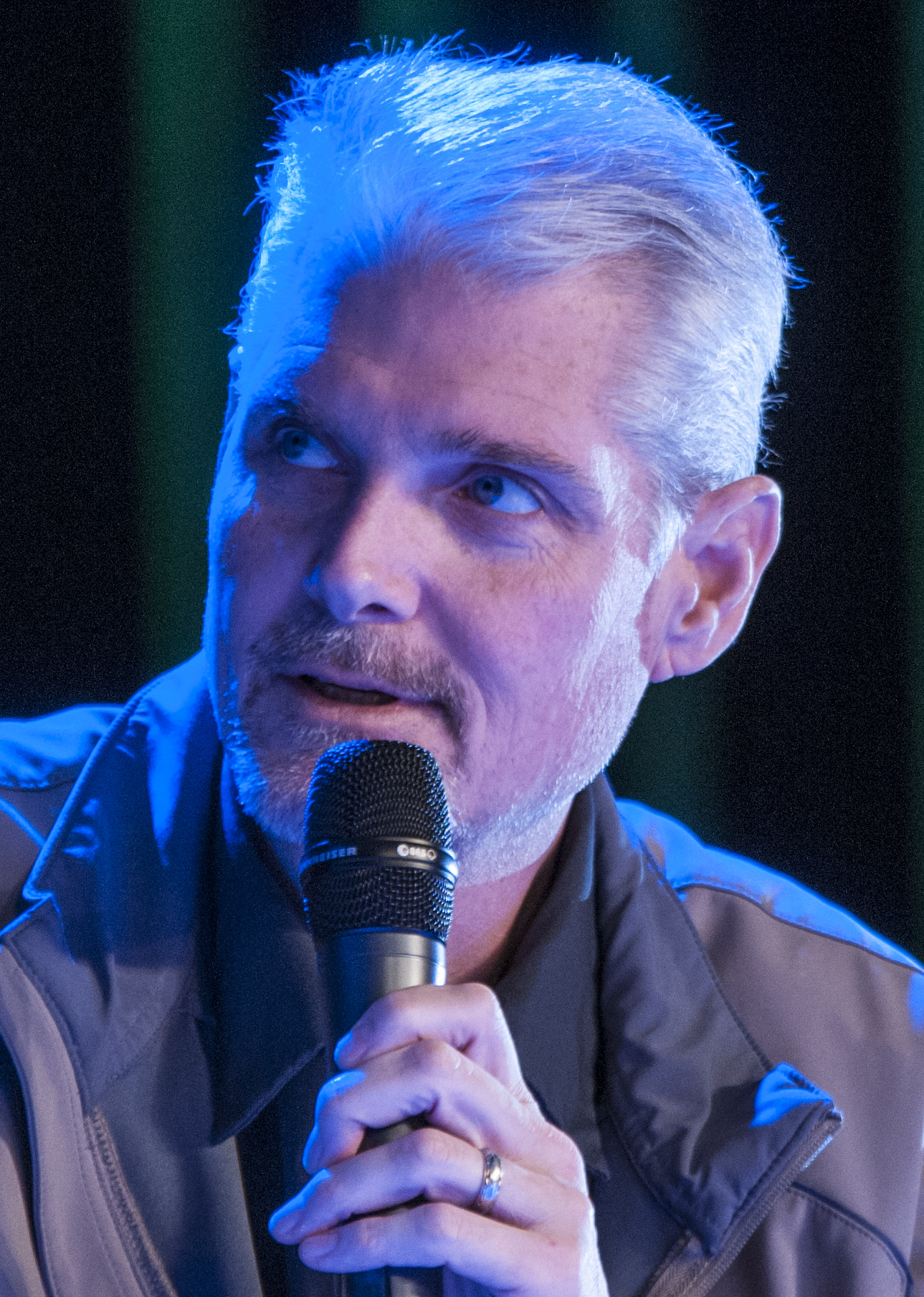
Игра является последней работой актёра озвучивания Тома Кэйна, который ушёл на пенсию из-за инсульта в ноябре 2020 года.

Игра разработана на новом движке студии — NTT. 20 января 2022 года в отчёте, опубликованном изданием Polygon, было подробно рассказано о множестве проблем, возникших после начала разработки игры в конце 2017 года, в том числе о том, что десятки сотрудников компании конфликтовали с руководством, выражая недовольство жёсткими графиками разработки, кранч-культурой компании и устаревшими инструментами разработки. Кроме того, использование NTT было крайне неоднозначным решением компании, поскольку многие сотрудники настаивали на использовании Unreal Engine. NTT оказалась чрезвычайно сложной в использовании, а на создание некоторых анимаций уходило на несколько часов больше, чем на старом движке.
Как и Lego Star Wars: The Force Awakens, Lego Star Wars: The Skywalker Saga отличается оригинальной озвучкой, и некоторые актёры повторяют свои роли из фильмов и телесериалов. Игра также знаменует собой последнюю актёрскую работу Тома Кэйна из-за вынужденного выхода на пенсию после инсульта в ноябре 2020 года.

## Выпуск
Игра была анонсирована 9 июня 2019 года во время пресс-конференции Microsoft в рамках выставки E3 2019 и должна была выйти 20 октября 2020 года на Windows, macOS, PlayStation 4, Xbox One и Nintendo Switch. Официальная обложка игры была представлена 4 мая 2020. Однако позже релиз игры перенесли на весну 2021 года для тех же платформ, причём её выход был объявлен также на PlayStation 5, Xbox Series X/S, однако в апреле того же года игра была перенесена на неопределённый срок. 25 августа 2021 года на выставке Gamescom был представлен второй трейлер, а также объявлено, что игра выйдет весной 2022 года.
20 января 2022 вышел новый геймплейный шестиминутный трейлер, в котором раскрыли окончательную дату выхода — 5 апреля 2022 года, новые детали геймплея и интерфейса, а также представили делюкс-издание. В него будет входить набор Character Collection, которое включает в себя семь наборов персонажей, основанных на героях из других произведений «Звёздных войн». В этот издание входят наборы, основанные на сериале «Мандалорец», фильмах «Изгой-один», «Хан Соло» и мультсериале «Бракованная партия», набор штурмовиков (представленный в третьем трейлере), а также набор Classic Characters, содержащий классических персонажей. Дополнительно данное издание будет включать в себя эксклюзивную Lego-фигурку Люка Скайуокера, пьющего молоко (только для физической версии на диске), а сам диск с игрой будет помещён в стилбук, изображающий Хана Соло в карбоните.
22 февраля 2022 года было выпущено видео, в ходе которого разработчики рассказали о создании игры, попутно с этим демонстрируя кат-сцены и геймплей, а также концепт-арты проекта.
24 февраля 2022 года игра ушла в печать на дисках.
10 марта 2022 года был выпущен ролик, посвящённый созданию мира игры. В нём показали новые кадры игры, а также рассказали, что одни из целей разработчиков — привлечение внимания игрока к мельчайшим деталям, например, к песку на ногах персонажей и предметах, находящихся на Татуине, окружающему миру и максимальное размытие границы между сюжетными уровнями и открытым миром.

## Отзывы критиков
| Сводный рейтинг       | Сводный рейтинг                                                  |
| Агрегатор             | Оценка                                                           |
| --------------------- | ---------------------------------------------------------------- |
| Metacritic            | (PC) 77/100 (PS5) 83/100 (XONE) 78/100 (XSXS) 81/100 (NS) 79/100 |
| Иноязычные издания    |                                                                  |
| Издание               | Оценка                                                           |
| Destructoid           | 7,5/10                                                           |
| Game Informer         | 8/10                                                             |
| IGN                   | 8/10                                                             |
| Nintendo Life         | [ 38 ]                                                           |
| Push Square           | [ 39 ]                                                           |
| Shacknews             | 9/10                                                             |
| Русскоязычные издания |                                                                  |
| Издание               | Оценка                                                           |
| Riot Pixels           | 75 %                                                             |

На агрегаторе рецензий Metacritic Lego Star Wars: The Skywalker Saga получила преимущественно положительные отзывы игровых ресурсов.
Редакция сайта IGN оценила игру на 8 баллов из 10, написав в своей рецензии: «Lego Star Wars: The Skywalker Saga представляет собой захватывающее переосмысление самых знаковых моментов „Звёздных войн“ и помещает их в серию межпланетных игровых площадок, полных открытий и занимательных развлечений». Рецензент издания Destructoid поставил игре 7,5 баллов из 10 и написал: «Lego Star Wars: The Skywalker Saga не изобретает велосипед, её сюжет ограничен, поскольку повествование в основном придерживается кинотрилогии, однако, это увлекательный шанс пережить события фильма во взрослом возрасте и одновременно показать их детям». Shacknews поставил игре 9 баллов из 10, похвалив её юмор, боевую составляющую, озвучку и визуальное оформление, в то же время отметив наличие слишком большого количества коллекционных предметов и испытаний. Сайт Nintendo Life также высоко оценил кампанию, игровой темп, побочный контент, юмор и музыку, но при этом раскритиковал некоторые проблемы с производительностью. Push Square высоко оценил игру, но при этом пожаловался на периодические проблемы с камерой, падения производительности и отсутствие онлайн-кооператива. Сайт Kotaku назвал Lego Star Wars: The Skywalker Saga «одной из лучших игр по „Звёздным войнам“», похвалив её графику и юмор.